# Етьєн Шарль де Монтбрет Кок'юберт
Етьєн Шарль де Монтбрет Кокьюбет (фр. Charles Coquebert de Montbret) (народився в Парижі 3 липня 1755. Помер у Парижі 9 квітня 1831) — консул Франції в Гамбурзі до і професор статистики в Школі видобутку корисних копалин після Великої французької революції (1789—1799). Редактор першого у світі гірничого журналу Annales des Mines (1794).

## Біографія
Етьєн Шарль де Монтбрет Кокьюбет — син радника Рахункової палати Франції. Вивчав іноземні мови і захоплювався природничими науками. У 1773 році в 18 років був прикомандирований як секретар у канцелярії консульства у Версалі. У 1774 році відправлений до Гамбурга, як комісар Військово-Морського Флоту в 1777 році і генеральний консул в ганзейских міст. У 1786 році став наступником свого батька у Рахунковій палаті, до зникнення заряду в 1791 році. У 1789 році він був відправлений в Дублін як генеральний агент військово-морського флоту і торгівлі, в супроводі свого сина Ернеста. З весни 1794 року був призначений керівником організації нової системи мір і ваг (постала від 1 серпня 1793 р.).
Потім став редактором гірничого журналу «Annales des Mines» (1794). Він активно опікується ним до 1800 року. Він читає, перекладає і узагальнює ряд книг на німецькій мові, — основна мова, що використовується гірничими інженерами і геологами того часу.
Етьєн Шарль де Монтбрет Кокьюбет викладає курс з фізичної географії та родовищ корисних копалин в гірничому училищі в 1796—1797 рр., а також викладає в інших школах.
Однак після тимчасового припинення публікації журналу, він повертається до дипломатії. У 1800 році він був відповідальним за торгові відносини Франції в Амстердамі. У 1802 році він був направлений до Лондона як генеральний консул, який відповідає за торгові відносини і питання, пов'язані з військовополоненими.
У 1806 році він повернувся до Франції і очолив Бюро Статистики Міністерства внутрішніх справ і став директором статистики, — найвища адміністративна посада в Департаменті. У 1809 році він став бароном. Отримує орден Почесного легіону (1803, 1819).
У 1810 році він став директором митної служби в Амстердамі, і незабаром після цього, — генеральний секретар департаменту мануфактур і торгівлі.
Став генеральним секретарем Міністерства мануфактур і торгівлі від 5 квітня 1814 року.
Разом з бельгійським геологом і державним діячем Жаном-Батистом Жюльєном д'Омаліус д'Аллуа (фр. Jean Baptiste Julien d'Omalius d'Halloy, 1783—1875) працював 1722 р. над геологічною картою Франції.